# James I. Roosevelt
James I. Roosevelt właściwie James John Roosevelt (ur. 14 grudnia 1795 w Nowym Jorku, zm. 5 kwietnia 1875 w Nowym Jorku) – amerykański polityk, członek Partii Demokratycznej.

## Działalność polityczna
W 1835 i 1840 zasiadał w New York State Assembly. W okresie od 4 marca 1841 do 3 marca 1843 przez jedną kadencję był przedstawicielem 3. okręgu wyborczego (miejsce C) w stanie Nowy Jork w Izbie Reprezentantów Stanów Zjednoczonych.
Był bratem Corneliusa i stryjem Roberta.